# Seconda Divisione FIDAF 2020
La Seconda Divisione FIDAF 2020 è la 13ª edizione del campionato di football americano di Seconda Divisione organizzato dalla FIDAF (37ª edizione del campionato di secondo livello). Vi partecipano 20 squadre divise in 4 gironi.
Gli West Coast Raiders si sono ritirati pochi giorni dopo la formazione dei gironi; i gironi sono quindi stati rivisti e il calendario è stato ristrutturato.
In seguito alla diffusione della pandemia di COVID-19 del 2019-2021 l'inizio del campionato è stato rinviato, per essere poi annullato.

## Squadre partecipanti
| Club                          | Città                      | Stadio                             | Sponsor ufficiale | Risultato nella stagione 2019               |
| ----------------------------- | -------------------------- | ---------------------------------- | ----------------- | ------------------------------------------- |
| Aquile Ferrara                | Ferrara                    |                                    | Dimedia srl       | Wild Card                                   |
| Bengals Brescia               | Brescia                    |                                    |                   | Quarti di finale                            |
| Braves Bologna                | Bologna                    |                                    |                   | 4º posto in RS Seconda Divisione (girone C) |
| Cavaliers Castelfranco Veneto | Castelfranco Veneto (TV)   |                                    |                   | 5º posto in RS Seconda Divisione (girone B) |
| Daemons Cernusco              | Cernusco sul Naviglio (MI) | Centro Sportivo Scirea             |                   | Semifinale                                  |
| Frogs Legnano                 | Legnano (MI)               |                                    |                   | 5º posto in RS CIF9 (girone I)              |
| Gorillas Varese               | Varese                     |                                    |                   | 8º posto in RS Seconda Divisione (girone A) |
| Hammers Monza Brianza         | Desio (MB)                 |                                    |                   | 6º posto in RS Seconda Divisione (girone A) |
| Hogs Reggio Emilia            | Reggio Emilia              |                                    |                   | Semifinale                                  |
| Islanders Venezia             | Venezia                    |                                    |                   | Quarti di Conference CIF9                   |
| Lions Bergamo                 | Bergamo                    | Stadio Comunale (Azzano San Paolo) | HVM               | 9º posto in RS Prima Divisione              |
| Mastiffs Canavese             | Ivrea (TO)                 |                                    |                   | Wild Card                                   |
| Mastini Verona                | Pescantina (VR)            |                                    | AGSM              | Quarti di finale                            |
| Pirates Savona                | Savona                     |                                    |                   | Semifinale di Conference CIF9               |
| Red Jackets Sarzana           | Sarzana (SP)               |                                    |                   | Wild Card                                   |
| Redskins Verona               | Verona                     |                                    |                   | Vincitori XX Nine Bowl                      |
| Saints Padova                 | Padova                     | Stadio Plebiscito                  |                   | Quarti di finale                            |
| Sentinels Isonzo              | Ronchi dei Legionari       |                                    |                   | 4º posto in RS Seconda Divisione (girone B) |
| Skorpions Varese              | Varese                     |                                    |                   | Quarti di finale                            |
| Vipers Modena                 | Modena                     |                                    |                   | 5º posto in RS Seconda Divisione (girone C) |

## Stagione regolare

### Calendario

#### 1ª giornata
Giornata interamente rinviata a causa della Pandemia di COVID-19 del 2019-2021.

#### 2ª giornata
| Monfalcone 7 marzo 2020, ore 20:00 | Sentinels Isonzo | – | Red Jackets Sarzana | Stadio O. Cosulich |

| Favaro Veneto 7 marzo 2020, ore 20:30 | Islanders Venezia | – | Bengals Brescia | Centro Sportivo Comunale |

| Bologna 7 marzo 2020, ore 21:00 | Braves Bologna | – | Gorillas Varese | KPRO Stadium |

| Modena 8 marzo 2020, ore 14:00 | Vipers Modena | – | Hammers Monza Brianza | Polisportiva Saliceta San Giuliano |

| Bienate 8 marzo 2020, ore 14:30 | Frogs Legnano | – | Aquile Ferrara | Stadio Micalizzi |

| San Giovanni Lupatoto 8 marzo 2020, ore 14:30 | Redskins Verona | – | Saints Padova | C.S. Mozzo |

| Castelfranco Veneto 8 marzo 2020, ore 14:30 | Cavaliers Castelfranco Veneto | – | Mastiffs Canavese | C.S. Comunale |

| Albisola Superiore 8 marzo 2020, ore 14:30 | Pirates Savona | – | Skorpions Varese | Campo Sportivo Luceto |

#### 3ª giornata
| Vedano Olona 14 marzo 2020, ore 18:30 | Skorpions Varese | – | Hogs Reggio Emilia | Campo Skorpions Varese |

| Pescantina 14 marzo 2020, ore 20:30 | Mastini Verona | – | Redskins Verona | C.S. Comunale |

| Brescia 14 marzo 2020, ore 20:30 | Bengals Brescia | – | Daemons Cernusco | Centro Sportivo "Enrico Chico Nova" |

| Ferrara 15 marzo 2020, ore 14:30 | Aquile Ferrara | – | Lions Bergamo | Mike Wyatt Field |

| Padova 15 marzo 2020, ore 14:30 | Saints Padova | – | Braves Bologna | Stadio Plebiscito |

| Sarzana 15 marzo 2020, ore 14:30 | Red Jackets Sarzana | – | Frogs Legnano | C.S. Isoppo |

#### 4ª giornata
| Rivarolo Canavese 21 marzo 2020, ore 18:00 | Mastiffs Canavese | – | Islanders Venezia | C.S. Grande Torino |

| Vedano Olona 21 marzo 2020, ore 18:30 | Skorpions Varese | – | Vipers Modena | Campo Skorpions Varese |

| Brescia 21 marzo 2020, ore 20:30 | Bengals Brescia | – | Cavaliers Castelfranco Veneto | Centro Sportivo "Enrico Chico Nova" |

| Verdello 21 marzo 2020, ore 20:30 | Lions Bergamo | – | Frogs Legnano | C.S. Comunale |

| Desio 21 marzo 2020, ore 21:00 | Hammers Monza Brianza | – | Pirates Savona | C.S. Comunale |

| Padova 22 marzo 2020, ore 14:30 | Saints Padova | – | Mastini Verona | Stadio Plebiscito |

| Varese 22 marzo 2020, ore 14:30 | Gorillas Varese | – | Redskins Verona | Stadio Franco Ossola |

| Ferrara 22 marzo 2020, ore 14:30 | Aquile Ferrara | – | Sentinels Isonzo | Mike Wyatt Field |

#### 5ª giornata
| Scandiano 28 marzo 2020, ore 20:00 | Hogs Reggio Emilia | – | Hammers Monza Brianza | Stadio Andrea Torelli |

| Monfalcone 28 marzo 2020, ore 20:00 | Sentinels Isonzo | – | Frogs Legnano | Stadio O. Cosulich |

| Favaro Veneto 28 marzo 2020, ore 20:30 | Islanders Venezia | – | Cavaliers Castelfranco Veneto | Centro Sportivo Comunale |

| Pescantina 28 marzo 2020, ore 20:30 | Mastini Verona | – | Gorillas Varese | C.S. Comunale |

| Albisola Superiore 29 marzo 2020, ore 14:30 | Pirates Savona | – | Vipers Modena | Campo Sportivo Luceto |

| Verdello 29 marzo 2020, ore 14:30 | Lions Bergamo | – | Red Jackets Sarzana | C.S. Comunale |

| San Giovanni Lupatoto 29 marzo 2020, ore 14:30 | Redskins Verona | – | Braves Bologna | C.S. Mozzo |

| Milano 29 marzo 2020, ore 15:00 | Daemons Cernusco | – | Mastiffs Canavese | C.S. Iseo |

#### 6ª giornata
| Modena 4 aprile 2020, ore 19:00 | Vipers Modena | – | Hogs Reggio Emilia | Polisportiva Saliceta San Giuliano |

| Bologna 4 aprile 2020, ore 21:00 | Braves Bologna | – | Mastini Verona | KPRO Stadium |

| Desio 4 aprile 2020, ore 21:00 | Hammers Monza Brianza | – | Skorpions Varese | C.S. Comunale |

| Varese 5 aprile 2020, ore 14:30 | Gorillas Varese | – | Saints Padova | Stadio Franco Ossola |

| Sarzana 5 aprile 2020, ore 14:30 | Red Jackets Sarzana | – | Aquile Ferrara | C.S. Isoppo |

| Verdello 5 aprile 2020, ore 14:30 | Lions Bergamo | – | Sentinels Isonzo | C.S. Comunale |

| Milano 5 aprile 2020, ore 15:00 | Daemons Cernusco | – | Bengals Brescia | C.S. Iseo |

#### Recuperi 1
| Albisola Superiore 11 aprile 2020, ore 14:30 | Pirates Savona | – | Hogs Reggio Emilia | Campo Sportivo Luceto |

| Favaro Veneto 11 aprile 2020, ore 20:30 | Islanders Venezia | – | Daemons Cernusco | Centro Sportivo Comunale |

#### 7ª giornata
| Rivarolo Canavese 18 aprile 2020, ore 18:00 | Mastiffs Canavese | – | Bengals Brescia | C.S. Grande Torino |

| Castelfranco Veneto 18 aprile 2020, ore 20:30 | Cavaliers Castelfranco Veneto | – | Daemons Cernusco | C.S. Comunale |

| Sarzana 18 aprile 2020, ore 20:30 | Red Jackets Sarzana | – | Sentinels Isonzo | Stadio Miro Luperi |

| Bologna 18 aprile 2020, ore 21:00 | Braves Bologna | – | Saints Padova | KPRO Stadium |

| Scandiano 19 aprile 2020, ore 14:30 | Hogs Reggio Emilia | – | Pirates Savona | Stadio Andrea Torelli |

| San Giovanni Lupatoto 19 aprile 2020, ore 14:30 | Redskins Verona | – | Mastini Verona | C.S. Mozzo |

| Ferrara 19 aprile 2020, ore 15:00 | Aquile Ferrara | – | Frogs Legnano | Mike Wyatt Field |

#### 8ª giornata
| Modena 25 aprile 2020, ore 19:00 | Vipers Modena | – | Skorpions Varese | Polisportiva Saliceta San Giuliano |

| Monfalcone 25 aprile 2020, ore 20:00 | Sentinels Isonzo | – | Aquile Ferrara | Stadio O. Cosulich |

| Castelfranco Veneto 25 aprile 2020, ore 20:30 | Cavaliers Castelfranco Veneto | – | Bengals Brescia | C.S. Comunale |

| Bienate 26 aprile 2020, ore 14:30 | Frogs Legnano | – | Lions Bergamo | Stadio Micalizzi |

| Varese 26 aprile 2020, ore 14:30 | Gorillas Varese | – | Braves Bologna | Stadio Franco Ossola |

| Milano 26 aprile 2020, ore 15:00 | Daemons Cernusco | – | Islanders Venezia | C.S. Iseo |

| Padova 26 aprile 2020, ore 15:30 | Saints Padova | – | Redskins Verona | Stadio Plebiscito |

#### 9ª giornata
| Vedano Olona 2 maggio 2020, ore 18:30 | Skorpions Varese | – | Pirates Savona | Campo Skorpions Varese |

| Favaro Veneto 2 maggio 2020, ore 20:30 | Islanders Venezia | – | Mastiffs Canavese | Centro Sportivo Comunale |

| Desio 2 maggio 2020, ore 21:00 | Hammers Monza Brianza | – | Vipers Modena | C.S. Comunale |

| Bienate 3 maggio 2020, ore 14:30 | Frogs Legnano | – | Red Jackets Sarzana | Stadio Micalizzi |

| Verdello 3 maggio 2020, ore 14:30 | Lions Bergamo | – | Aquile Ferrara | C.S. Comunale |

#### 10ª giornata
| Rivarolo Canavese 9 maggio 2020, ore 18:00 | Mastiffs Canavese | – | Cavaliers Castelfranco Veneto | C.S. Grande Torino |

| Scandiano 9 maggio 2020, ore 20:00 | Hogs Reggio Emilia | – | Skorpions Varese | Stadio Andrea Torelli |

| Brescia 9 maggio 2020, ore 20:30 | Bengals Brescia | – | Islanders Venezia | Centro Sportivo "Enrico Chico Nova" |

| Pescantina 9 maggio 2020, ore 20:30 | Mastini Verona | – | Saints Padova | C.S. Comunale |

| Sarzana 9 maggio 2020, ore 20:30 | Red Jackets Sarzana | – | Lions Bergamo | Stadio Miro Luperi |

| Albisola Superiore 10 maggio 2020, ore 14:30 | Pirates Savona | – | Hammers Monza Brianza | Campo Sportivo Luceto |

| Bienate 10 maggio 2020, ore 14:30 | Frogs Legnano | – | Sentinels Isonzo | Stadio Micalizzi |

| San Giovanni Lupatoto 10 maggio 2020, ore 14:30 | Redskins Verona | – | Gorillas Varese | C.S. Mozzo |

#### 11ª giornata
| Modena 16 maggio 2020, ore 19:00 | Vipers Modena | – | Pirates Savona | Polisportiva Saliceta San Giuliano |

| Varese 16 maggio 2020, ore 19:00 | Gorillas Varese | – | Mastini Verona | Jungle Field Nicolò De Peverelli |

| Brescia 16 maggio 2020, ore 20:30 | Bengals Brescia | – | Mastiffs Canavese | Centro Sportivo "Enrico Chico Nova" |

| Desio 16 maggio 2020, ore 21:00 | Hammers Monza Brianza | – | Hogs Reggio Emilia | C.S. Comunale |

| Bologna 16 maggio 2020, ore 21:00 | Braves Bologna | – | Redskins Verona | KPRO Stadium |

| Milano 17 maggio 2020, ore 15:00 | Daemons Cernusco | – | Cavaliers Castelfranco Veneto | C.S. Iseo |

#### 12ª giornata
| Rivarolo Canavese 23 maggio 2020, ore 18:00 | Mastiffs Canavese | – | Daemons Cernusco | C.S. Grande Torino |

| Vedano Olona 23 maggio 2020, ore 18:30 | Skorpions Varese | – | Hammers Monza Brianza | Campo Skorpions Varese |

| Scandiano 23 maggio 2020, ore 20:00 | Hogs Reggio Emilia | – | Vipers Modena | Stadio Andrea Torelli |

| Monfalcone 23 maggio 2020, ore 20:00 | Sentinels Isonzo | – | Lions Bergamo | Stadio O. Cosulich |

| Pescantina 23 maggio 2020, ore 20:30 | Mastini Verona | – | Braves Bologna | C.S. Comunale |

| Ferrara 24 maggio 2020, ore 15:00 | Aquile Ferrara | – | Red Jackets Sarzana | Mike Wyatt Field |

| Castelfranco Veneto 24 maggio 2020, ore 15:30 | Cavaliers Castelfranco Veneto | – | Islanders Venezia | C.S. Comunale |

| Padova 24 maggio 2020, ore 15:30 | Saints Padova | – | Gorillas Varese | Stadio Plebiscito |

### Classifiche
Il 12 gennaio 2020, la FIDAF ha presentato la nuova stagione, con 21 squadre partecipanti alla Seconda Divisione suddivise in tre gironi.
| Girone A         | Girone B              | Girone C                      |
| ---------------- | --------------------- | ----------------------------- |
| Bengals Brescia  | Aquile Ferrara        | Cavaliers Castelfranco Veneto |
| Braves Bologna   | Daemons Cernusco      | Hogs Reggio Emilia            |
| Frogs Legnano    | Hammers Monza Brianza | Islanders Venezia             |
| Gorillas Varese  | Redskins Verona       | Mastiffs Canavese             |
| Lions Bergamo    | Saints Padova         | Mastini Verona                |
| Pirates Savona   | Vipers Modena         | Red Jackets Sarzana           |
| Skorpions Varese | West Coast Raiders    | Sentinels Isonzo              |

A meno di un mese dalla partenza, il ritiro dei West Coast Raiders ha portato la FIDAF a rivedere i gironi e tutto il calendario già stilato. Il campionato diventa così a quattro gironi, ognuno da cinque squadre.
Le classifiche della regular season sono le seguenti:
- La qualificazione ai playoff è indicata in verde
- La qualificazione al turno di wild card è indicata in giallo

#### Classifica Girone A
| Pos. | Squadra             | PCT  | G | V | P | PF | PS |
| ---- | ------------------- | ---- | - | - | - | -- | -- |
| 1    | Aquile Ferrara      | .000 | 0 | 0 | 0 | 0  | 0  |
| 2    | Frogs Legnano       | .000 | 0 | 0 | 0 | 0  | 0  |
| 3    | Lions Bergamo       | .000 | 0 | 0 | 0 | 0  | 0  |
| 4    | Red Jackets Sarzana | .000 | 0 | 0 | 0 | 0  | 0  |
| 5    | Sentinels Isonzo    | .000 | 0 | 0 | 0 | 0  | 0  |

#### Classifica Girone C
| Pos. | Squadra               | PCT  | G | V | P | PF | PS |
| ---- | --------------------- | ---- | - | - | - | -- | -- |
| 1    | Hammers Monza Brianza | .000 | 0 | 0 | 0 | 0  | 0  |
| 2    | Hogs Reggio Emilia    | .000 | 0 | 0 | 0 | 0  | 0  |
| 3    | Pirates Savona        | .000 | 0 | 0 | 0 | 0  | 0  |
| 4    | Skorpions Varese      | .000 | 0 | 0 | 0 | 0  | 0  |
| 5    | Vipers Modena         | .000 | 0 | 0 | 0 | 0  | 0  |

#### Classifica Girone B
| Pos. | Squadra                       | PCT  | G | V | P | PF | PS |
| ---- | ----------------------------- | ---- | - | - | - | -- | -- |
| 1    | Bengals Brescia               | .000 | 0 | 0 | 0 | 0  | 0  |
| 2    | Cavaliers Castelfranco Veneto | .000 | 0 | 0 | 0 | 0  | 0  |
| 3    | Daemons Cernusco              | .000 | 0 | 0 | 0 | 0  | 0  |
| 4    | Islanders Venezia             | .000 | 0 | 0 | 0 | 0  | 0  |
| 5    | Mastiffs Canavese             | .000 | 0 | 0 | 0 | 0  | 0  |

#### Classifica Girone D
| Pos. | Squadra         | PCT  | G | V | P | PF | PS |
| ---- | --------------- | ---- | - | - | - | -- | -- |
| 1    | Braves Bologna  | .000 | 0 | 0 | 0 | 0  | 0  |
| 2    | Gorillas Varese | .000 | 0 | 0 | 0 | 0  | 0  |
| 3    | Mastini Verona  | .000 | 0 | 0 | 0 | 0  | 0  |
| 4    | Redskins Verona | .000 | 0 | 0 | 0 | 0  | 0  |
| 5    | Saints Padova   | .000 | 0 | 0 | 0 | 0  | 0  |

## Playoff

### Tabellone
|  | Wild card | Wild card |  |     | Quarti di finale | Quarti di finale |  |  | Semifinali | Semifinali |  |  | XXVII Silver Bowl | XXVII Silver Bowl |
|  |           |           |  |     |                  |                  |  |  |            |            |  |  |                   |                   |
|  |           |           |  |     |                  |                  |  |  |            |            |  |  |                   |                   |
|  |           |           |  |     |                  |                  |  |  |            |            |  |  |                   |                   |
|  | TBD       |           |  |     |                  |                  |  |  |            |            |  |  |                   |                   |
|  | TBD       |           |  |     |                  |                  |  |  |            |            |  |  |                   |                   |
|  |           | TBD       |  |     |                  |                  |  |  |            |            |  |  |                   |                   |
|  | TBD       |           |  | TBD |                  |                  |  |  |            |            |  |  |                   |                   |
|  | TBD       |           |  |     |                  |                  |  |  |            |            |  |  |                   |                   |
|  |           |           |  | TBD |                  |                  |  |  |            |            |  |  |                   |                   |
|  | TBD       |           |  |     |                  |                  |  |  |            |            |  |  |                   |                   |
|  | TBD       |           |  |     |                  |                  |  |  |            |            |  |  |                   |                   |
|  |           | TBD       |  |     |                  |                  |  |  |            |            |  |  |                   |                   |
|  | TBD       |           |  | TBD |                  |                  |  |  |            |            |  |  |                   |                   |
|  | TBD       |           |  |     |                  |                  |  |  |            |            |  |  |                   |                   |
|  |           |           |  | TBD |                  |                  |  |  |            |            |  |  |                   |                   |
|  | TBD       |           |  |     |                  |                  |  |  |            |            |  |  |                   |                   |
|  | TBD       |           |  |     |                  |                  |  |  |            |            |  |  |                   |                   |
|  |           | TBD       |  |     |                  |                  |  |  |            |            |  |  |                   |                   |
|  | TBD       |           |  | TBD |                  |                  |  |  |            |            |  |  |                   |                   |
|  | TBD       |           |  |     |                  |                  |  |  |            |            |  |  |                   |                   |
|  |           |           |  | TBD |                  |                  |  |  |            |            |  |  |                   |                   |
|  | TBD       |           |  |     |                  |                  |  |  |            |            |  |  |                   |                   |
|  | TBD       |           |  |     |                  |                  |  |  |            |            |  |  |                   |                   |
|  |           | TBD       |  |     |                  |                  |  |  |            |            |  |  |                   |                   |
|  | TBD       |           |  |     |                  |                  |  |  |            |            |  |  |                   |                   |
|  |           |           |  |     |                  |                  |  |  |            |            |  |  |                   |                   |

### Wild Card
| 6-7 giugno 2020 | TBD | – | TBD |  |

| 6-7 giugno 2020 | TBD | – | TBD |  |

| 6-7 giugno 2020 | TBD | – | TBD |  |

| 6-7 giugno 2020 | TBD | – | TBD |  |

### Quarti di finale
| 13-14 giugno 2020 | TBD | – | TBD |  |

| 13-14 giugno 2020 | TBD | – | TBD |  |

| 13-14 giugno 2020 | TBD | – | TBD |  |

| 13-14 giugno 2020 | TBD | – | TBD |  |

### Semifinali
| 20-21 giugno 2020 | TBD | – | TBD |  |

| 20-21 giugno 2020 | TBD | – | TBD |  |

### XXVII Silver Bowl
| 4 luglio 2020 | TBD | – | TBD |  |